# SIMD
|                 | Una instrucción | Múltiples instrucciones |
| --------------- | --------------- | ----------------------- |
| Un dato         | SISD            | MISD                    |
| Múltiples datos | SIMD            | MIMD                    |

En computación, SIMD (del inglés single instruction, multiple data, en español: "una instrucción, múltiples datos") es una técnica empleada para conseguir paralelismo a nivel de datos. 
Los repertorios SIMD consisten en instrucciones que aplican una misma operación sobre un conjunto más o menos grande de datos.
Es una organización en donde una única unidad de control común despacha las instrucciones a diferentes unidades de procesamiento.
Todas estas reciben la misma instrucción, pero operan sobre diferentes conjuntos de datos. Es decir, la misma instrucción es ejecutada de manera sincronizada por todas las unidades de procesamiento.
Ejemplos de estos repertorios son 3DNow! de AMD, y SSE de Intel, aunque existen ejemplos más antiguos como el microprocesador Zilog Z80.